# Montcalm (district électoral du Canada-Uni)
Pour les articles homonymes, voir Montcalm.
Circonscription électorale provinciale du Canada
Montcalm est un district électoral de l'Assemblée législative de la province du Canada.

## Liste des députés
| Années | Années      | Député            | Affiliation |
| ------ | ----------- | ----------------- | ----------- |
|        | 1854 - 1858 | Joseph Dufresne   | Bleu        |
|        | 1858 - 1861 | Joseph Dufresne   | Bleu        |
|        | 1861 - 1861 | Jean-Louis Martin |             |
|        | 1861 - 1863 | Joseph Dufresne   | Bleu        |
|        | 1863 - 1867 | Joseph Dufresne   | Bleu        |